# Fifth Harmony
A Fifth Harmony (régebben LYLAS, vagy 1432) egy amerikai lány együttes, az amerikai X Factor második évadában alakult, ahol végül a 3. helyezést érték el. Tagjai: Allyson Brooke Hernandez, Normani Kordei Hamilton , Dinah Jane Hanesen és Lauren Michelle Jauregui. Kilépett  tag: Karla Camila Cabello, aki 2016. december 18-án hagyta el hivatalosan a bandát. A csapat a verseny után szerződést kötött Simon Cowell kiadójával, a Syco Records-szal és az Epic Records-szal.
Az X Factor után meg is jelent első számuk, a "Miss Movin' On", ami a legelső EP-jükre, a Better Together-re került fel. Az EP később aranylemez lett.
2 évvel később, 2015-ben megjelent debütáló albumuk, a Reflection, ami szintén arany minősítést kapott az Egyesült Államokban. A lemezen olyan számok voltak rajta, mint a "Boss", a "Sledgehammer" és a "Worth It". Az utóbb említett dal triplaplatina tanúsítványt szerzett az USA-ban és összesen 13 országban került be a top 10-be.
2016-ban a "Work from Home" című szám (mely a vezető dala 2. albumuknak, a 7/27-nek) lett a csapat első top 10-ben lévő dala a Billboard Hot 100-on és a legelső szám egy lánybandától a listán, mely a top 5-ben van majdnem egy évtized után.
A Fifth Harmony EP-je és másik két albumuk mind a top 10-be került a Billboard 200-ban az Egyesült Államokban.

## Karrier

### 2012: Az X Factor
2012-ben Ally Brooke, Normani Kordei, Dinah Jane, Lauren Michelle Jauregui és Camila Cabello egyénileg jelentkeztek az amerikai X Factor 2. évadába. Július 27-én azonban, mivel szólóénekesekként nem jutottak volna tovább, egy közös lánybandába tették őket. A csapatot 2 mentor, Demi Lovato és Simon Cowell segített megalakítani. Legelőször előadott számuk egy bandaként az "Impossible" című szám akusztikus verziója volt. Kezdetben a csapat neve Lylas volt, de mivel már volt ilyen banda, megváltoztatták 1432-re. Simon Cowell azonban azt javasolta, hogy legyen egy új nevük, így lett ez a Fifth Harmony. A közönség és a zsűri a lányokat a döntőbe juttatta 2 másik versenyzővel együtt. A showban azonban nem kaptak elég szavazatot a nézőktől, így végül a 3. helyezést érték el.

### 2013-2014: Better Together
Az X Factor fináléja után egy hónappal, 2013 januárjában a Fifth Harmony leszerződtetett mentoruk kiadójához, a Syco Music-hoz, ezen kívül szerződést kötöttek egy másik zsűritag, L.A. Reid kiadójával, az Epic Records-szal is. Kezdetben a csapat feldolgozásokat énekelt és ezeket rakták fel YouTube csatornájukra. A cover-jeik közül 3-at az eredeti előadó is megdicsért: Ariana Grande, Ed Sheeran és Mikky Ekko.
Debütáló EP-jük, a Better Together 2013. október 22-én jelent meg, és a 6. helyezést érte el a Billboard 200-as toplistán. Egy hónappal később az EP-nek két spanyol verziója is megjelent; a Juntos és a Juntos Acoustic. A Better Together vezető dala, a Miss Movin' On 76. lett a Billboard Hot 100-on, így ez lett a legmagasabb rangot elérő szám volt X Factoros versenyzőktől. A dal később aranykislemez lett az Egyesült Államokban. Az EP promóciós kislemeze, a Me & My Girls a Billboard Hot Digital Songs toplistán az 53. helyet érdemelte ki.
2013 júliusában és augusztusában a csapat különböző amerikai bevásárlóközpontokban lépett fel a Harmonize America turnéjukkal. A banda ezen kívül a nyitózenekara lett Cher Lloyd I Wish turnéjának. Szeptember 11-én a Fifth Harmony bejelentette első igazi koncerttermes turnéjukat Fifth Harmony 2013 névvel, kanadai és amerikai állomásokkal. November 24-én a lányok a Better Together című számukat adták elő a 2013-as American Music Awards-on. A Fith Harmony Cher LLoyd után Demi Lovato Neon Lights turnéja 27 állomásán volt nyitózenekar.
2014. január 23-án a csapat az MTV Artists To Watch koncerten lépett fel, mely egy olyan koncert, ami feltörekvő előadókat mutat be, és így ők lesznek promotálva az MTV által abban az évben.

### 2014-2015: Reflection és a nagy áttörés
2014 elején a Fifth Harmony megerősítette, hogy elkezdtek dolgozni első stúdióalbumukon. A csapat azt mondta, hogy ennek az albumnak kevésbé lesz pop-os, inkább érettebb hangzása lesz, mint a "Better Together" EP-nek. A banda 4. promóciós turnéja március végére lett felfedve, mely a Fifth Times a Charm Tour nevet kapta Puerto Ricó-i és amerikai állomásokkal. Az album vezető dala, a Boss, július 7-én jelent meg. A szám a Billboard Hot 100-as toplistán a 43. helyezést érte el, emellett platina minősítést is kapott az országban. December 4-én a csapat meghívást kapott, hogy énekeljen a Fehér Házban a nemzetközi karácsonyfa kivilágításon, ahol a lányok Mariah Carey All I Want for Christmas Is You című számát adták elő. A Billboard az év végén megerősítette, hogy az album megjelenési dátuma el lett tolva, így 2014. december 16-a helyett 2015. február 3-án adják csak ki.
A Reflection korong az 5. helyezést érte el a Billboard 200-as toplistán, ezen kívül egy évvel később még aranylemezzé is nyilvánították. A 2. kislemez, a Sledgehammer szintén platinakislemez lett. A 3. kislemez az albumról, a Worth It (Kid Ink-kel közreműködve), a 12. helyen debütált a Billboard Hot 100-on, ezen kívül a dal triplaplatina minősítést érdemelt ki. A Reflection album hozta meg a csapatnak a nagyobb népszerűséget. Az album megjelenése után a csapat első nagy turnéja, a Reflection Tour vette kezdetét több, mint 60 állomással Észak-Amerikában és 6 másik állomással Európában.
2015. április 6-án a Fifth Harmony visszatért a Fehér Házba, hogy a húsvéti eseményen lépjen fel. Szeptember 25-én a csapat megjelentette legújabb számát az I'm in Love with a Monster-t, ami a Hotel Transylvania 2, című film betétdala lett. December 11-én elnyerte az "Év csapata"-ért járó díjat a Billboard Women in Music 2015 ünnepségen.

### 2016-2017: 7/27, Camila kilépése, harmadik album
2015. szeptember 23-án a banda bejelentette, hogy elkezdték a munkálatokat a 2. albumukon.
2016. február 26-án megjelent a lemez vezető dala, a Work From Home (Ty Dolla Sign-nal közreműködve) a videóklippel együtt. A szám a 4. helyet érte el a Billboard Hot 100-on és több, mint 20 országban a top 10-be került. A szám ezen kívül az első dal lett egy lánybandától majdnem egy évszázad alatt, ami a top 5-ben volt, ezzel megdöntve a Pussycat Dolls rekordját. Még ebben a hónapban elárulták, hogy az album, a 7/27 (július 27, a csapat megalakulásának dátuma) nevet kapta és május 20-án jelenik meg. Később azonban a megjelenési dátumot eltolták, így végül május 27-én jelent meg. A lemez a 4. helyen debütált a Billboard 200-on, és ez lett a Fifth Harmony legkeresettebb albuma. A 2. kislemez az All In My Head (Flex) lett és május 31-én jelent meg. A csapat ezért a számért és a "Work From Home"-ért 2 MTV Video Music Awards díjat vihettek haza. A koronggal járó turné június 22-én vette kezdetét. A 3. kislemez a That's My Girl lett. A számot először az American Music Awards-on adtak elő, ahol egy újabb Work From Home díjjal gazdagodtak.
2016. december 18-án a Fifth Harmony bejelentette Camila Cabello távozását, és hogy ők négyen fogják tovább folytatni. A banda utolsó fellépése egy kvintettként a Dick Clark's New Year's Rockin' Eve-ben volt, ami már előre fel volt véve. A 4 lány első fellépése Camila nélkül a People's Choice Awards-on történt 2017. január 17-én.
2017. május 29-én a lánybanda bejelentette legújabb dalát a Down-t, Gucci Mane rapperrel közreműködve. A szám június 2-án jelent meg. Július 24-én a csapat a Jimmy Fallon showban lépett fel, ahol elárulták, hogy 3. lemezük a Fifth Harmony címet kapta, és augusztus 25-én jelenik meg.

## Tagok

### Ally Brooke Hernandez
Allyson Brooke "Ally" Hernandez született 1993. július 7-én, ő a Fifth Harmony legidősebb tagja. Austinba, Texasba ment az X-Factor meghallgatására, nem messze szülővárosától, San Antonio-tól. San Antonióban született és nevelkedett Jerrie Hernandez és Patricia Hernandez koraszülött lányaként. Sikítozva született, és az apja már akkor tudta, hogy a célja, az éneklés lesz. Nagyon szeret énekelni. Mexikói származású énekesnőkre, Tejano és Selena van a legnagyobb hatással. Selenaról így vélekedett: – Ő az én kedvenc művészem. Annyira szeretem őt! Egy kedves lélek, és vidám személyiség.
Jaci Velasquez-tól az On My Knees-t énekelte. L.A. Reid kijelentette, hogy különleges hanggal rendelkezik, és hogy őt lenyűgözte. Demi Lovato szerint kifújta a hangokat, és ez az ami a különleges, és gyönyörű volt. Britney Spears meglepődött, és arra gondolt, hogy Ally hangja dinamikus. Simon Cowell pedig úgy gondolta, hogy hihetetlen tehetséges lány. Tovább juttatták, és eljutott egészen a táborig. A tábor első és második fordulójában tovább engedték, majd kiesett. Majd azt is elmondta, hogy sejtette, hogy ki fog esni. A mentorok később visszahívták, és úgy döntöttek, hogy alakítanak egy lánycsapatot, melynek egyik tagja Ally lesz.
Amikor összeállt a csapat, a lányok egyre keményebben dolgoztak, hogy megmutassák, hogy igenis a műsorba tartoznak. Két dalt is énekeltek: Adele – Set Fire to The Rain és Kelly Clarkson – Stronger (What Doesn't Kill You). Az utóbbi dalt énekelte Ally, nagyapja temetésén is, Texasban maradt a temetésig, majd visszatért Los Angeles-be, és folytatta az X-Factor-t. Nem csak a csoporttársaktól, és a rajongóktól kapott támogatást, hanem a mentorától, Simon Cowell-től is.

### Normani Kordei
Normani Kordei Hamilton 1996. május 31-én született Atlantában, Georgia államban, az Egyesült Államok területén. Szülei Andrea és Derrick Hamilton. Van két féltestvére: Arielle és Ashlee. Gyermekkorát a louisianai New Orleans városában töltötte, de a Katrina hurrikán után kénytelenek voltak elköltözni Houston városába, Texas államba. Egészen fiatal korában megismerkedett a zenével: alig volt hároméves, amikor először színpadra állt. Ebben nagy része volt New Orleans városának is, hiszen nagyban befolyásolták az ifjú énekesnőt gazdag zenei hagyományai. Zenei inspiráció: Beyoncé, Aretha Franklin és Alicia Keys. Mielőtt megtalálta volna igazi érdeklődését a zenében, díjazott tornász és táncos volt, valamint részt vett a Miss Texas szépségversenyen is. Szerepelt az HBO csatorna Treme című műsorában is.

### Lauren Michelle Jauregui
Lauren Michelle Jauregui 1996. június 27-én látta meg a napvilágot a Florida állambeli Miami-ban. Itt nőtt fel szüleivel és két testvérével, melyek közül ő a rangidős. 2012-ben jelentkezett az amerikai X Factor 2. szériájába, melyet a FOX csatorna vetített. A válogatón könnyen továbbjutott négy igennel, az úgynevezett bootcamp-et szólóénekesként azonban nem ugrotta meg, ám a zsűri úgy találta, túl sok tehetség van, akiket nem veszíthetnek el, ezért egy rap illetve fiúbanda mellett létrehoztak a Fifth Harmony-t.

### Dinah Jane Hansen
Dinah Jane Hansen 1997. június 19-én látta meg a napvilágot Kalifornia állambeli Santa Ana városában. Szegény családból származik, összesen 23-an éltek egy 4 szobás lakásban. 2012-ben jelentkezett az amerikai X Factor 2. szériájába.

## Diszkográfia

### Albumok
- Reflection (2015)
- 7/27 (2016)
- Fifth Harmony (2017)

### EP-k
- Better Together (2013)
- That's My Girl (Remixes) (2016)
- Spotify Singles (2017)

## Turnék

### Saját
- Harmonize America Mall Tour (2013)
- Fifth Harmony Theatre Tour (2013)
- Worst Kept Secret Tour (2014)
- Fifth Times a Charm Tour (2014)
- The Reflection Tour (2015-2016)
- The 7/27 Tour (2016-2017)

### Nyitóelőadóként
- Cher Lloyd: I Wish Tour (2013)
- Demi Lovato: Neon Lights Tour (2014)
- Austin Mahone: Live on Tour (2014)